# Jens Laasby Rottbøll
Jens Laasby Rottbøll, född den 19 december 1766, död den 27 juli 1824 i Köpenhamn, var en dansk jurist, son till biskop Christian Michael Rottbøll. 
Rottbøll blev 1782 student fraån Viborgs lärda skola, 1788 juridisk kandidat och 1791 Højesteretsadvokat, på vilken post han under en följd av år utvecklade en i hög grad respekterad talangfull verksamhet. År 1822 utnämndes han tillika till generalfiskal. År 1805 hade han blivit titulärt justitieråd och 1821 etatsråd. Av hans litterära arbeten förtjänar särskilt hans utgåva av Stampes Erklæringer (6 band, 1793-1807) att framhävas.